# Papa Adrian al VI-lea
Papa Adrian al VI-lea (în germană Hadrian VI.), cunoscut și sub numele laice Adriaan Florisz Boeyens, Adriaan Florisz d'Edel sau Adrian von Utrecht (n. 2 martie 1459, Utrecht, Episcopatul Utrecht, Sfântul Imperiu Roman – d. 14 septembrie 1523, Roma, Statele Papale), a fost între 1522-1523 cel de al șaptelea papă germanic (de etnie olandeză) al Romei.